# Bangunsari (Tanjung Sari)
Bangunsari is een bestuurslaag in het regentschap Lampung Selatan van de provincie Lampung, Indonesië. Bangunsari telt 1695 inwoners (volkstelling 2010).